# (500465) 2012 TB221
(500465) 2012 TB221 es un asteroide perteneciente al cinturón de asteroides, descubierto el 7 de octubre de 2007 por el equipo del Mount Lemmon Survey desde el Observatorio del Monte Lemmon, Arizona, Estados Unidos.

## Designación y nombre
Designado provisionalmente como 2012 TB221.

## Características orbitales
2012 TB221 está situado a una distancia media del Sol de 2,972 ua, pudiendo alejarse hasta 3,486 ua y acercarse hasta 2,458 ua. Su excentricidad es 0,172 y la inclinación orbital 8,522 grados. Emplea 1871,88 días en completar una órbita alrededor del Sol.

## Características físicas
La magnitud absoluta de 2012 TB221 es 17,1. 